# Nouvelle force républicaine
Nouvelle force républicaine (en espagnol : Nueva Fuerza Republicana, NFR) est un parti politique de centre-droit de Bolivie. Il est principalement basé dans le département de Cochabamba.  

## Histoire
Après avoir quitté l'Action démocratique nationaliste, parti politique de l'ancien dictateur Hugo Banzer, l'ex-militaire Manfred Reyes Villa fonde en 1995 un nouveau parti appelé Nouvelle force républicaine.  
Aux élections générales de 1997, le parti soutient néanmoins Hugo Banzer lors du vote du Congrès national servant à élire le président de la République en cas d'absence de candidat ayant obtenu une majorité absolue.
Aux élections générales de 2002, le parti obtient 20,91 % du vote populaire, 27 sur 130 sièges à la Chambre des députés et 2 sur 27 au Sénat, ce qui le place en 3e position, devancé par le Mouvement vers le socialisme de quelques centaines de voix. Après les élections, le parti rejoint la coalition multipartite du Mouvement nationaliste révolutionnaire (MNR) dirigée par le président Gonzalo Sánchez de Lozada. En octobre 2003, en pleine guerre du gaz, NFR quitte la coalition. Reyes Villa et trois autres ministres de NFR démissionnent, ce qui prive le président Sánchez de Lozada de sa majorité au Congrès et le contraint à démissionner,.  
Aux élections générales de 2005, le candidat présidentiel du parti est cette fois-ci, Gildo Angulo Cabrera. Le parti n'obtient par contre que 0,7 % du vote populaire et aucun siège. 
Aux élections générales de 2009, NFR participe à la formation d'une large coalition d'opposition appelée le Plan Progrès pour la Bolivie - Convergence nationale (PPB-CN). Le candidat présidentiel présenté par la coalition est le chef de NFR, Manfred Reyes Villa. Il termine toutefois la course en deuxième place avec 26,46 % des voix. 